# Збірна Лондона з футболу
Збірна Лондона з футболу (англ. London XI) — збірна команда, яка представляла Лондон в Кубку ярмарків 1955/58. Була створена спеціально для цього турніру.

## Історія команди

### Кубок ярмарків
18 квітня 1955 року в містечку Райнфельден близько Базеля був організований футбольний турнір, в якому брали участь збірні команди з міст Європи, де регулярно проходили міжнародні ярмарки. Серед цих міст був і Лондон. Перший Кубок ярмарків проходив протягом трьох сезонів з 1955 по 1958 роки.
У Лондоні (одному з двох міст Англії, які брали участь в турнірі, другим був Бірмінгем, який представляв клуб «Бірмінгем Сіті») було кілька сильних команд, проте в перших розіграшах турніру діяв принцип «одне місто — одна команда». Для участі в турнірі вирішено було створити збірну команду, в складі якої були б найкращі гравці лондонських футбольних клубів. Склад команди змінювався від матчу до матчу, що призвело до того, що в 8 зустрічах турніру за збірну Лондона були заграні 54 гравці.
Під керівництвом генерального менеджера «Челсі» Джо Мірса збірна Лондона дійшла до фіналу кубка, перемігши на шляху збірні Базеля і Франкфурта на груповому етапі й «Лозанну-Спортс» в півфіналі. У двоматчевому фінальному протистоянні лондонці поступилися збірній Барселони (ФК «Барселона», посилений одним гравцем з «Еспаньйола», який грав під прапором міста) із загальним рахунком 8: 2.
У наступних Кубках ярмарків Лондон представляв один з клубів Лондона.

### Інші турніри
Різні збірні команди, які представляли Лондон, брали участь ще в товариських матчах, що проводяться до Кубка ярмарків: в 1904 році в одній зі статей газети «Таймс» згадувалося про ФК «Лондон», який крупно поступився в матчі проти ФК «Корінтіан» (також представляв Лондон). У статті згадувалося, що ФК «Портсмут» і ФК «Лондон» пропустили в цілому 14 голів у своїх матчах з ФК «Корінтіанс» (рахунок матчів не наведено), і що у ФК «Корінтіанс» «легко впорався із завданням» («had an easy task») в матчі з ФК «Лондон». Цікаво, що Лондонські команди добре виступили в чемпіонаті Південної футбольної Ліги 1903-04: футбольні клуби «Тоттенгем Готспур», «Квінз Парк Рейнджерс» і «Міллволл» фінішували другим, п'ятим і сьомим відповідно.

## Склад
| № | Поз. | Нац.              | Гравець                                 |
| - | ---- | ----------------- | --------------------------------------- |
| — | ВР   | Англія            | Тед Дітчберн («Тоттенгем Готспур»)      |
| — | ВР   | Уельс             | Джек Келсі («Арсенал»)                  |
| — | ВР   | Англія            | Рон Рейнольдс ("Тоттенгем Готспур")     |
| — | ЗХ   | Англія            | Джон Бонд ("Вест Гем Юнайтед")          |
| — | ЗХ   | Англія            | Кен Браун ("Вест Гем Юнайтед")          |
| — | ЗХ   | Ірландія          | Ноел Кантвелл («Вест Гем Юнайтед»)      |
| — | ЗХ   | Англія            | Джим Ленглі ("Фулгем")                  |
| — | ЗХ   | Англія            | Моріс Норман («Тоттенгем Готспур»)      |
| — | ЗХ   | Англія            | Джордж Райт ("Лейтон Орієнт")           |
| — | ЗХ   | Англія            | Пітер Сіллетт («Челсі»)                 |
| — | ЗХ   | Англія            | Стен Віллемс («Челсі»)                  |
| — | ЗХ   | Шотландія         | Джим Фотерінгем ("Арсенал")             |
| — | ЗХ   | Ірландія          | Чарлі Герлі ("Міллволл")                |
| — | ЗХ   | Шотландія         | Джон Г'юї («Чарльтон Атлетік»)          |
| — | ЗХ   | Англія            | Стен Чарлтон ("Арсенал")                |
| — | ЗХ   | Англія            | Денніс Еванс ("Арсенал")                |
| — | ПЗ   | Англія            | Кен Армстронг («Челсі»)                 |
| — | ПЗ   | Північна Ірландія | Денні Бланчфлауер («Тоттенгем Готспур») |
| — | ПЗ   | Уельс             | Дейв Боуен («Арсенал»)                  |
| — | ПЗ   | Англія            | Білл Доджин ("Арсенал")                 |
| — | ПЗ   | Англія            | Кен Кут ("Брентфорд")                   |
| — | ПЗ   | Шотландія         | Філ Макнайт ("Лейтон Орієнт")           |
| — | ПЗ   | Англія            | Тоні Марчі ("Тоттенгем Готспур")        |
| — | ПЗ   | Уельс             | Браян Ніколас ("Квінз Парк Рейнджерс")  |
| — | ПЗ   | Англія            | Дерек Сондерз ("Челсі")                 |
| — | ПЗ   | Англія            | Стен Вікс ("Челсі")                     |
| — | ПЗ   | Англія            | Сіріл Геммонд ("Чарльтон Атлетік")      |

| № | Поз. | Нац.                       | Гравець                                |
| - | ---- | -------------------------- | -------------------------------------- |
| — | ПЗ   | Англія                     | Малкольм Еллісон («Вест Гем Юнайтед»)  |
| — | НП   | Англія                     | Рой Бентлі («Челсі»)                   |
| — | НП   | Англія                     | Пітер Беррі ("Крістал Пелес")          |
| — | НП   | Англія                     | Джиммі Блумфілд («Арсенал»)            |
| — | НП   | Уельс                      | Філ Вуснем («Лейтон Орієнт»)           |
| — | НП   | Англія                     | Джиммі Грівз («Челсі»)                 |
| — | НП   | Англія                     | Вік Гроувз ("Лейтон Орієнт")           |
| — | НП   | Англія                     | Бедфорд Джеззард («Фулгем»)            |
| — | НП   | Англія                     | Рой Двайт ("Фулгем")                   |
| — | НП   | Англія                     | Біллі Кірнан ("Чарльтон Атлетік")      |
| — | НП   | Шотландія                  | Боббі Кемерон ("Квінз Парк Рейнджерс") |
| — | НП   | Південно-Африканський Союз | Стюарт Лірі ("Чарльтон Атлетік")       |
| — | НП   | Англія                     | Джим Льюїс («Челсі»)                   |
| — | НП   | Уельс                      | Террі Медвін («Тоттенгем Готспур»)     |
| — | НП   | Англія                     | Чарлі Міттен («Фулгем»)                |
| — | НП   | Англія                     | Джордж Робб ("Тоттенгем Готспур")      |
| — | НП   | Англія                     | Боббі Робсон («Фулгем»)                |
| — | НП   | Англія                     | Боббі Сміт («Тоттенгем Готспур»)       |
| — | НП   | Англія                     | Лес Стаббз ("Челсі")                   |
| — | НП   | Англія                     | Джефф Труетт ("Крістал Пелес")         |
| — | НП   | Уельс                      | Дерек Тепскотт ("Арсенал")             |
| — | НП   | Італія                     | Едді Фірмані («Чарльтон Атлетік»)      |
| — | НП   | Англія                     | Джонні Гейнс («Фулгем»)                |
| — | НП   | Шотландія                  | Девід Герд («Арсенал»)                 |
| — | НП   | Англія                     | Кліфф Голтон ("Арсенал")               |
| — | НП   | Англія                     | Гаррі Гупер («Вест Гем Юнайтед»)       |
| — | НП   | Ірландія                   | Джо Геверті ("Арсенал")                |

## Матчі

### Груповий етап
| 4 червня 1955 |

| Базель XI | 0–5  | Лондон XI                             |
| --------- | ---- | ------------------------------------- |
|           | Звіт | Фірмані 35', 81' Голтон 37', 43', 74' |

| "Санкт-Якоб Парк", Базель |

| 26 жовтня 1955 |

| Лондон XI                    | 3–2  | Франкфурт XI                  |
| ---------------------------- | ---- | ----------------------------- |
| Джеззард 46', 86' Робсон 60' | Звіт | Пфафф 25' (пен.) Кауфголд 30' |

| «Вемблі», Лондон |

| 4 травня 1956 |

| Лондон XI | 1–0  | Базель XI |
| --------- | ---- | --------- |
| Робб 87'  | Звіт |           |

| "Вайт Гарт Лейн", Лондон |

| 27 березня 1957 |

| Франкфурт XI      | 1–0  | Лондон XI |
| ----------------- | ---- | --------- |
| Прайзендорфер 72' | Звіт |           |

| Франкфурт-на-Майні |

### Півфінал
| 23 жовтня 1957 |

| «Лозанна-Спорт»   | 2–1  | Лондон XI   |
| ----------------- | ---- | ----------- |
| Вонлантен 6', 74' | Звіт | Гаверті 70' |

| «Олімпік де ла Понтез», Лозанна |

| 13 листопада 1957 |

| Лондон XI            | 2–0  | «Лозанна-Спорт» |
| -------------------- | ---- | --------------- |
| Грівз 10' Голтон 76' | Звіт |                 |

| "Стемфорд Бридж", Лондон |

### Фінал
| 5 березня 1958 |

| Лондон XI                   | 2–2 | Барселона XI           |
| --------------------------- | --- | ---------------------- |
| Грівз 10' Ленглі 88' (пен.) |     | Мартінес 7' Техада 35' |

| "Стемфорд Бридж", Лондон Глядачів: 45,466 Арбітр: Альберт Душ (Швейцарія) |

| 1 травня 1958 |

| Барселона XI                                            | 6–0 | Лондон XI |
| ------------------------------------------------------- | --- | --------- |
| Суарес 6', 8' Мартінес 42' Еварісто 52', 75' Вергес 63' |     |           |

| "Камп Ноу", Барселона Глядачів: 70,000 Арбітр: Альберт Душ (Швейцарія) |